# Žábronožka letní
Žábronožka letní čili žábronožka obecná (Branchipus schaefferi (Fischer, 1834)) je druh drobných, až 2,5 cm sladkovodních korýšů z čeledi Branchipodidae, kteří obývají periodicky se obnovující a rychle vysychající tůně a kaluže.

## Popis
Žábronožka letní je sladkovodní organismus. Její žábry jsou zároveň končetinami umožňujícími kromě dýchání také sběr potravy a pohyb. Synchronizovaně a periodicky se pohybují tak, že vytvářejí vlny. Dorůstají velikosti až 2,5 cm.

## Životní prostředí
Žábronožka letní žije ve vysychajících tůních a kalužích a svoje prostředí často sdílí s listonohem letním. Při nevlídném počasí nebo po dešti se žábronožky letní drží u dna. Pro predátory představuje snadnou kořist, proto je její schopnost vyrovnat se na rozdíl od nich s vysychajícím prostředím zároveň její obranou. Vajíčka jsou velmi odolná a vyschlá jsou schopná přežít desítky let v horku i mrazu. Potravu, kterou tvoří řasy a další organický materiál, filtrují z vody nebo seškrabují ze dna.

## Reprodukce
Samice klade mnoho velmi odolných vajíček schopných přežít desítky let dlouhé sucho, vysoké i mrazivé teploty. Jakmile se kaluž naplní deštěm, vajíčko pokračuje ve vývinu. Vývoj od vajíčka po dospělce trvá za teplého počasí pouhé dva až tři týdny. 

## Vývoj druhu
Žábronožka letní je starobylý korýš, který se liší jen málo od svých předků starých stovky milionů let, kteří byli současníky trilobitů a přežili všechna velká vymírání druhů na Zemi. Do extrémních biotopů byly předchůdci žábronožek letních vytlačeni ostatními skupinami organismů před miliony let.